# Ninja (film)
Ninja − amerykański film akcji z 2009 roku, napisany przez Bo’aza Dawidsona i Michaela Hursta oraz wyreżyserowany przez Isaaca Florentine’a. W filmie w roli głównej, jako młody adept sztuk walki Casey Bowman, wystąpił Scott Adkins. Fabuła skupia się na misji Bowmana: ma on chronić legendarną „Yoroi Bitsu”, pancerną skrzynię zawierającej broń ostatniego ninja Kōga.

## Obsada
- Scott Adkins − Casey Bowman
- Tsuyoshi Ihara − Masazuka
- Mika Hijii − Namiko Takeda
- Todd Jensen − detektyw Traxler
- Miles Anderson − Temple
- Garrick Hagon − profesor Garrison
- Togo Igawa − sensei Takeda
- Valentin Ganev − Klimitov
- Atanas Srebrev − detektyw Yukovich
- Fumio Demura − Dai Shihan

## Odbiór
Film zebrał pozytywne recenzje krytyków. Felix Vasquez Jr., dziennikarz piszący dla witryny cinema-crazed.com, nagrodził obraz oceną w postaci , uzasadniając: „Jest to znacznie lepsza produkcja niż Ninja zabójca. (...) Film jest rozrywkowy, wywiązuje się z obietnic, jakie składa tytuł − ekranu nie opuszczają kopanie tyłków i rozlew krwi”.

## Sequel
W listopadzie 2012 roku wytwórnie Nu Image i Millennium Films zapowiedziały powstanie sequela. Natychmiast rozpoczęto produkcję filmu, któremu nadano roboczy tytuł Ninja II. Zdjęcia kręcono w Bangkoku. W lipcu 2013 Scott Adkins ujawnił, że tytuł projektu zmieniono na Ninja: Shadow of a Tear. W filmie, ponownie reżyserowanym przez Isaaca Florentine’a, w rolach głównych powrócili Scott Adkins i Mika Hijii. Premiera Ninja: Shadow of a Tear przypadła na 31 grudnia 2013.

## Zdjęcia
Zdjęcia realizowane były w Sofii, stolicy Bułgarii.